# Brestovac (gmina Negotin)
Brestovac (cyr. Брестовац) – wieś w Serbii, w okręgu borskim, w gminie Negotin. W 2011 roku liczyła 257 mieszkańców.